# Vernon (Teksas)
Vernon – miasto w Stanach Zjednoczonych, w północnej części stanu Teksas, siedziba hrabstwa Wilbarger. Według danych z 2019 roku liczy 10,3 tys. mieszkańców.
Większość mieszkańców miasta jest członkami Południowej Konwencji Baptystów, co sprawia, że miasto jest najbardziej ewangelikalną aglomeracją w Stanach Zjednoczonych. 
W mieście urodził się piosenkarz Roy Orbison.